# João Cruz
João Pedro da Cruz (n. em Évora, 31 de Outubro de 1915 - f. em 7 de Julho de 1981) foi um jogador de futebol português do Sporting Clube de Portugal.

## Carreira
João Cruz vestiu a camisola do Sporting durante onze épocas épocas e foi considerado um dos mais brilhantes extremos-esquerdos do futebol português pois era possuidor de um bom drible e tinha facilidade no remate e fechava a linha avançada, estas características permitiram-lhe fazer parte da lista de jogadores que marcaram mais de cem golos ao serviço do clube porque jogou.
Originário do Vitória de Setúbal, era um futebolista de requintes técnicos com bom remate e grande intimidade com o golo, tendo nas onze épocas feito duzentos e setenta e sete jogos oficiais e marcado centto e quarenta e nove golos apontados.
A sua estreia ao serviço da equipa principal do Sporting aconteceu no dia 11 de Novembro de 1936, num encontro que opôs o Sporting ao Carcavelinhos (jogo que empataram dois a dois) e por ser ambidestro, jogou muitas vezes na direita, cumprindo assim a possibilidade de o compatibilizar com quem lhe diminuiu o protagonismo dos primeiros sete anos como jogador do Sporting.
O seu primeiro treinador no Clube foi Joseph Szabo, e este actuando ao lado de nomes como Adolfo Mourão, Manuel Soeiro, Peyroteo e Pedro Pireza venceu tudo o que havia para vencer nessa época.
Mas a época em que mais se destacou foi a de 1942/1943|43, na qual, em trinta jogos, marcou vinte e nove golos e em que num encontro frente ao Benfica e ápós lesão do guarda-redes Azevedo, foi chamado para o substituir na baliza "leonina", na qual esteve trinta e oito minutos sem sofrer golos, um feito notável num derby e ainda para mais para quem não era guarda-redes profissional.
Tal como para todos os elementos do primeiro quinteto de luxo que o Sporting teve, composto por para além dele, com Adolfo Mourão, Manuel Soeiro, Fernando Peyroteo, Pedro Pireza e João Cruz (e que os mais antigos garantem ter superado a magia dos famosos Cinco Violinos aqueles que contavam com Jesus Correia, Vasques, Travassos e Albano), o talento dos substitutos revelou-se fatal, e com a chegada de Albano em 1943, este passou a ter fortes dificuldades em jogar não só porque a idade começou a pesar mas também porque o substituto revelou-se, desde logo, um potencial que havia de guindá-lo ao topo do futebol português.

## Títulos

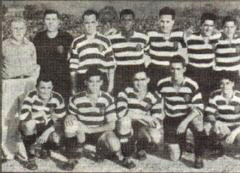
O último da esquerda para a direita na fila de baixo,numa grande equipa do Sporting

- Três Campeonatos Nacionais (1940/41, 1943/44 e 1946/47);
- Duas Taças de Portugal (1940/41 e 1945/46);
- Um Campeonato de Portugal (1937/38);
- Oito Campeonatos de Lisboa (1936/37, 1937/38, 1938/39, 1940/41, 1941/42, 1942/43, 1944/45 e 1946/47).